# Das Wirtshaus im Spessart (1958)
Das Wirtshaus im Spessart ist eine deutsche Filmkomödie von Kurt Hoffmann aus dem Jahr 1958, frei nach der gleichnamigen Vorlage von Wilhelm Hauff aus dem Jahre 1827. Die Hauptrollen wurden mit Liselotte Pulver und Carlos Thompson besetzt.

## Handlung
Comtesse Franziska von und zu Sandau ist mit ihrem ungeliebten Verlobten Baron Sperling, ihrer Zofe Barbara und einem Pfarrer per Kutsche auf dem Weg nach Würzburg, als sie im Spessart in eine von den Räubern Knoll und Funzel ausgehobene Kuhle fahren, wobei ein Rad bricht. Sie folgen dem Rat dieser beiden an der Unfallstelle auftauchenden Gestalten und steigen im nahe gelegenen Wirtshaus ab. Dort treffen sie auf die Handwerksburschen Felix und Peter.
Als weitere Räuber eintreffen, die die Comtesse Franziska zu ihrer Geisel erklären, um von ihrem Vater, dem Grafen Sandau, 20.000 Gulden Lösegeld zu erpressen, tauscht die Comtesse kurzerhand ihre Kleidung mit dem Handwerksburschen Felix und kann so dem Räuberhauptmann entkommen, der den vermeintlichen Burschen für seine Truppe rekrutieren will. Als Franziska zu Hause erfährt, dass ihr Vater eher Militär schicken will, als für den verkleideten Felix (Franziska) sowie für Barbara und den Pfarrer das Lösegeld zu zahlen, kehrt sie trotzig zu den Räubern zurück, um in ihrer Verkleidung dem Räuberhauptmann als Bursche zu dienen. Der erkennt das falsche Spiel schon bald, aber er ist von Franziska ebenso angetan wie sie von ihm.
Als es nach einigen Wirrungen zum Angriff der Militärtruppen auf das Räuberlager kommt, flieht die Comtesse gemeinsam mit ihrem Räuberhauptmann und versteckt ihn im väterlichen Schloss. Dort erfährt sie von ihm, dass er in Wirklichkeit ein verarmter italienischer Graf ist, dessen Vater einst von Franziskas Vater um sein Vermögen gebracht wurde. Nachdem er zunächst unter die Räuber gefallen war, wurde er schon bald von diesen zu ihrem Hauptmann ernannt. Vor den nach ihm suchenden Soldaten muss er aus dem Schloss fliehen, während Franziska sich widerwillig der Hochzeit mit Baron Sperling zu beugen scheint. Doch kurz vor der Trauung taucht der italienische Räuber-Graf wieder auf und Franziska beginnt, gemeinsam mit der Liebe ihres Herzens, ein neues Leben.

## Hintergrund
Die Geschichte von Hauffs Spessarträubern war im frühen 19. Jahrhundert zeitgemäß, insbesondere auch deshalb, weil die literarische Gattung des Unterhaltungsromans, speziell des Romans mit Räuberthemen, durch die Werke Götz von Berlichingen (Goethe) und Die Räuber (Schiller) in Mode kam. Die Gestalt des Räubers als edler Verbrecher, der mit seiner Bande zwar gegen Gesetze handelt, aber auch für Gerechtigkeit verarmter Unterschichten kämpfte, war populär.

## Produktion
Die Georg-Witt-Produktion wurde vom 28. September bis zum 30. November 1957 in den Bavaria-Ateliers in München-Geiselgasteig gedreht.
Als Kulisse für die Anfangsszene diente der historische Marktplatz von Miltenberg am Main und als Schloss des Grafen Sandau das Schloss Mespelbrunn im Spessart. Den Hintergrund für das Räuberlager bildete ein ehemaliger Nagelfluhsteinbruch im Gleißental südlich von München. Weitere Außenaufnahmen entstanden in Rohrbrunn sowie in der Umgebung von Lichtenau und Deisenhofen.
Die im Film verwendeten Zeichnungen wurden von Bele Bachem geschaffen. Lina Carstens hat einen Kurzauftritt als Köchin. Im Vorspann wird sie jedoch nicht erwähnt.
Die Uraufführung des Films erfolgte am 15. Januar 1958 im Gloria-Palast in Berlin. Für den Vertrieb zeichnete die Export Film Bischoff & Co GmbH verantwortlich.

## Fortsetzungen und Neuverfilmungen
In der Nachfolge drehte Kurt Hoffmann 1960 Das Spukschloß im Spessart mit der Filmkulisse von Schloss Oelber am weißen Wege in Niedersachsen und 1967 Herrliche Zeiten im Spessart. 2010 wurde der Fernsehfilm Im Spessart sind die Geister los gezeigt, der thematisch an Das Spukschloß im Spessart angelehnt ist. Abseits des Handlungsrahmens der drei Spessart-Filme entstand 1977 unter der Regie von Walter Krüttner der Softsexfilm Das Lustschloß im Spessart. Im Übrigen wurde der Stoff bereits 1923 von Adolf Wenter unter demselben Titel Das Wirtshaus im Spessart verfilmt.

## Kritiken
„[…] Ein reizend bunter, genußvoll gruseliger und heiter musikalischer Film, der sich vor allem in seinem parodistischen ersten Teil weit über die sonstige deutsche Produktion hinausschwingt. Für Jüngere nicht ganz frei von unbehaglichen Elementen, für Erwachsene hingegen ein augenzwinkerndes Vergnügen.“

„Unterhaltungsfilm mit Starbesetzung […] Phantasievoll ausgestattet, hübsche Fotografie und musikalisch schmissig“, Wertung: ‚2½ Sterne‘, was zu dem Urteil führt „überdurchschnittlich.“

## Auszeichnungen
- Deutscher Filmpreis in Silber (1958): Liselotte Pulver als beste Schauspielerin
- Ernst-Lubitsch-Preis (1958): Das Wirtshaus im Spessart (Regie)
- Die Filmbewertungsstelle Wiesbaden verlieh der Produktion das Prädikat wertvoll.